# Castello di Kellie

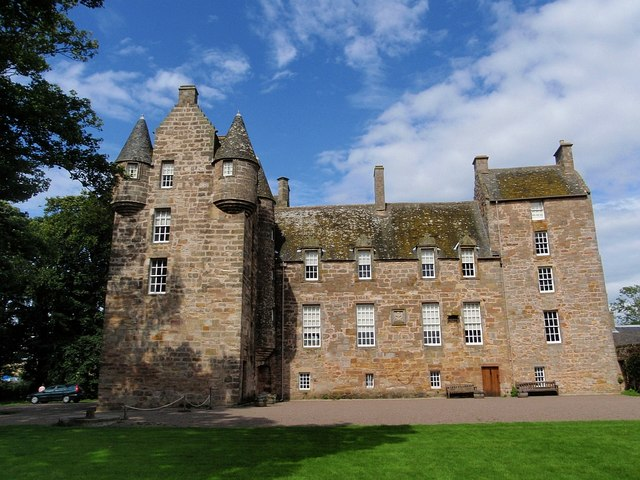
Facciata principale del castello di Kellie

Il castello di Kellie (in inglese: Kellie Castle) è un castello situato nei dintorni del villaggio scozzese di Carnbee (dintorni di Pittenweem), nel Fife, e risalente in gran parte al XVI-XVII secolo, ma le cui origini risalgono al 1360. Storica residenza dei conti di Kellie, è ora di proprietà del National Trust for Scotland.

## Storia
L'edificio originario era costituito da una semplice torre, che venne costruita nel 1360 nella tenuta di Kellie (menzionata per la prima volta intorno al 1150 in un documento redatto da Davide I di Scozia), appena ceduta da Sir Thomas Eskine alla famiglia Oliphant.
Alla fine del XVI secolo fu aggiunta una nuova ala e una seconda torre nella parte meridionale del castello, entrambe in stile rinascimentale, per volere del V signore di Oliphant.
Nel 1613, quest'ultimo, oberato dai debiti, cedette il castello a Thomas Erskine, che in seguito divenne quindi conte di Kellie. Il castello fu quindi in seguito abitato per 180 anni dai discendenti di quest'ultimo.
Nel 1797, il castello di Kellie passò nelle mani di parenti alla lontana di Archibaldo, VII conte di Kellie, che era morto senza lasciare eredi diretti.
Con la morte del X conte di Kellie, avvenuta nel 1829, si estinse anche l'intera dinastia e il castello cadde quindi progressivamente in uno stato di abbandono.
Negli anni settanta dal XIX secolo, il castello di Kellie fu preso in affitto come casa per le vacanze da un professore di giurisprudenza dell'Università di Edimburgo, James Lorimer, che si occupò dei lavori di restauro dell'edificio.
Nel 1948 il castello venne acquistato dallo scultore Hew Lorimer, nipote di James Lorimer. Quest'ultimo cedette l'edificio nel 1970 al National Trust for Scotland.

## Architettura
La struttura del castello è atipica, ovvero a forma di "T".
Il castello è circondato da un giardino in stile vittoriano.